# Relaciones Uruguay-Vietnam
Las relaciones Vietnam-Uruguay son las relaciones exteriores entre Vietnam y Uruguay. Vietnam tiene una embajada en Buenos Aires, Argentina, siendo el embajador concurrente para Uruguay. Uruguay tiene una embajada en Hanoi.
Ambos países son miembros del Grupo de los 77.

## Relaciones económicos
El comercio bilateral se está promoviendo intensamente. Uruguay está vendiendo carne de vacuno, históricamente su principal producto de exportación, a Vietnam. En 2012, Uruguay participó en el Foro Vietnam-América Latina.